# Цветоядови
Цветоядовите (Dicaeidae) са семейство дребни птици от разред Врабчоподобни (Passeriformes).
Включва два рода с 44 вида, разпространени в тропическите области от Индия до Филипините до Австралия. Размерите им варират от 10 сантиметра и 6 грама при Dicaeum pygmaeum до 18 сантиметра и 12 грама при Dicaeum tristrami. Хранят се с цветен нектар, както и с дребни плодове, паяци и насекоми.

## Родове
Семейство Dicaeidae – Цветоядови
- Dicaeum - Цветояди
- Prionochilus